# Morganucodon
Morganucodon („zub z hrabství Glamorgan“) byl rod pravěkých savcům podobných obratlovců z kladu Mammaliaformes. Dnes rozlišujeme pět druhů tohoto rodu, žijících v období pozdního triasu až střední jury (zhruba před 205 až 165 miliony let). Zástupci tohoto rodu byli značně geograficky rozšíření, jejich fosilní pozůstatky jsou objevovány na území Severní Ameriky (pravděpodobně), Evropy i Asie. Blízce příbuzný rod Megazostrodon je zase známý z jižní Afriky.

## Popis

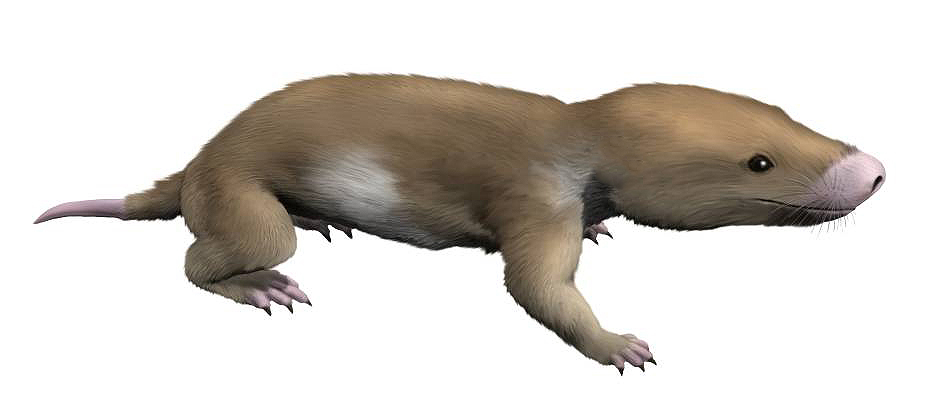
Morganucodon watsoni – rekonstrukce vzezření.

Tento malý tvor o délce kolem 10 až 15 cm (z toho lebka dosahuje délky 2 až 3 cm) bývá považován za blízkého příbuzného pravých savců, kteří se pravděpodobně vyvinuli z podobných předků v období rané až střední jury (asi před 200 až 165 miliony let). Morganucodon byl zřejmě nočním nebo soumračným hmyzožravcem a potravním oportunistou (mohl se přiživovat i na částech rostlin a zdechlinách větších obratlovců). Měl již pravděpodobně srst, hmatové vousky a téměř s jistotou byl teplokrevný (resp. endotermní, udržoval si tedy stálou nebo jen mírně proměnlivou tělesnou teplotu). Je možné, že ještě nerodil živá mláďata, ale spíše byl vejcoživorodý – kladl tedy vejce (jako dnešní ptakořitní savci). Mezi příbuzné rody patřil již zmíněný Megazostrodon, jehož fosilie známe z území Lesotha a Jihoafrické republiky.
Oba rody vývojově primitivních mammaliaformů patřily k drobným savcovitým tvorům, kteří v celém období druhohor dosahovali pouze velikosti současné kočky až jezevce (maximální délky kolem 1 metru a hmotnost asi 5 až 15 kg).
Výzkum ukázal, že tito primitivní savcotvární plazi (mammaliaformové) měli metabolismus ještě více podobný plazímu než metabolismu současných savců.

## Druhy

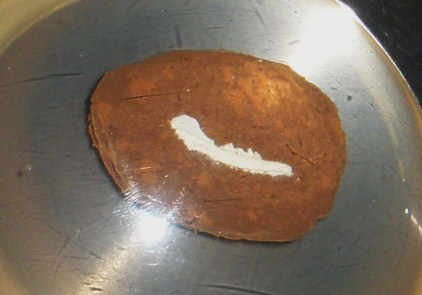
Morganucodon watsoni – fosilní čelist.

V současnosti jsou rozlišovány tyto platné a vědecky uznávané druhy rodu Morganucodon: typový M. watsoni z Walesu (Kühne, 1949); dále M. oehleri z Číny (Rigney, 1963); M. heikuopengensis rovněž z Číny (Young, 1978); švýcarsko-německý druh M. peyeri (Clemens, 1980) a konečně M. tardus z Velké Británie (Butler a Sigogneau-Russell, 2016).